# Josef Hermann Pitscheider
Josef Hermann Pitscheider (* 14. März 1923 in Brixen, Südtirol; † 29. Juli 2019 in Brixen, Südtirol) war ein Südtiroler Maler und Bildhauer.

## Leben
J. H. Pitscheider wurde 1923 in Brixen aus ladinischer Abstammung geboren. Er wuchs in einfachen Familienverhältnissen auf. Sein Vater Engelbert Pitscheider (* 1882 in Abtei, † 1931 in Brixen) war Krankenpfleger im örtlichen Sanatorium und seine Mutter Ida Flöß (* 1890 in St. Martin, † 1974 in Brixen) Köchin. J. H. Pitscheider zeigte schon als Kind große Begabung für das Zeichnen; eine künstlerische Ausbildung war ihm damals allerdings nicht möglich. Mit 17 Jahren wurde er zum Kriegsdienst verpflichtet, kam während der Schlacht von El Alamein in Gefangenschaft und wurde nach British Columbia (Kanada) überführt. Während seines vierjährigen Aufenthaltes als Kriegsgefangener hatte der Autodidakt Pitscheider die Gelegenheit, mit verschiedenen Künstlern aus Düsseldorf, München und Wien zusammenzuarbeiten, sich intensiv mit Malerei zu beschäftigen und sich in verschiedenen Maltechniken zu erproben.
Nach seiner Entlassung im Jahre 1946 wurden mehr als 100 seiner Zeichnungen und Ölbilder durch das Internationale Rote Kreuz nach Europa gebracht und in Genf erstmals ausgestellt. Er selbst kehrte nach Brixen zurück, wo er die Beamtenlaufbahn einschlug. In diese Zeit fielen Kontakte zu dem in Gufidaun lebenden Maler Josef Telfner und dessen Malerfreund Herbert Weihrauter (1892–1977). Nach seiner Pensionierung widmete sich Pitscheider ganz der Malerei und der Jagd.

## Künstlerisches Schaffen
Den lyrischen Effekt der Bilder erzielte Pitscheider durch das flächige Auftragen der Öl- oder Acrylfarben. Der kurz angesetzte Pinselstrich vieler seiner Bilder nimmt erst aus einer bestimmten Entfernung konkrete Formen an. Zum Themenkreis seiner Werke gehörten neben der Landschaftsmalerei auch Tierbilder, Stillleben, Blumen und Porträts.

## Ausstellungen
Auf Ausstellungen waren J. H. Pitscheiders Werke bisher in Brixen, Bozen, Meran, Trient, Feldthurns, Görz (Goldmedaille), Treviso (Goldmedaille), Verona, Sand in Taufers, Eppan und Lethbridge zu sehen.